# هری ترداوی
هری ترداوی (انگلیسی: Harry Treadaway؛ زادهٔ ۱۰ سپتامبر ۱۹۸۴) یک هنرپیشه اهل بریتانیا است که بیشتر برای ایفای نقش شخصیت ویکتور فرانکنشتاین در مجموعه تلویزیونی درام ترسناک داستان عامه‌پسند، و بردلی تارتسفیلد در سریال درام جنایی آقای مرسدس شناخته شده‌است. وی از سال ۲۰۰۵ میلادی تاکنون مشغول فعالیت بوده‌است.
از دیگر فیلم‌ها یا برنامه‌های تلویزیونی که وی در آن نقش داشته است می‌توان به رنجر تنها، تنگ ماهی، کنترل، آلباتروس، ناپدیدشدگان، و گرینگو اشاره کرد.